# Ordiarp
Ordiarp é uma comuna francesa na região administrativa da Nova Aquitânia, no departamento dos Pirenéus Atlânticos. Estende-se por uma área de 29,21 km². Em 2010 a comuna tinha 538 habitantes (densidade: 18,4 hab./km²).